# Schafstall Klattenhofer Kirchweg
Der Schafstall Klattenhofer Kirchweg im nordöstlichen Ortsteil Dötlingen-Barel stammt vom Anfang des 19. Jahrhunderts.
Aktuell (2023) wird er als landwirtschaftliches Nebengebäude genutzt.
Das Gebäude steht unter Denkmalschutz (siehe auch Liste der Baudenkmale in Dötlingen).

## Beschreibung
Das eingeschossige Gebäude auf Feldsteinsockel mit Giebeln in Fachwerk mit Steinausfachungen, Krüppelwalmdach und einer Längsdurchfahrt, wurde am Anfang des 19. Jahrhunderts gebaut. Es prägt das Landschaftsbild.
Das Landesdenkmalamt befand: „ … geschichtliche Bedeutung … als beispielhafte Ausprägung eines Schafstalls des frühen 19. Jhs. … .“